# فابيان مارلي
فابيان مارلي (بالإنجليزية: Fabian Marley)‏ هو موسيقي جامايكي، ولد في 27 يوليو 1968 في كينغستون في جامايكا.